# Darius Songaila
Darius Songaila, né le 14 février 1978 à Kapsukas (Marijampole), est un joueur puis entraîneur lituanien de basket-ball. Comme joueur, il évolue au poste d'ailier fort.
Après un cursus de quatre ans dans une université américaine, il est drafté en 50e position par les Celtics en 2002. Après une année en Europe, il revient sur le continent américain chez les Kings de Sacramento qui ont récupéré les droits sur lui.
Après deux saisons, il rejoint en tant qu'agent libre les Bulls de Chicago. Lors de l'inter-saison 2006, il signe un contrat avec les Washington Wizards avec qui il joue trois saisons, puis une chez les Hornets de La Nouvelle-Orléans et une chez les 76ers de Philadelphie.
Il est également un membre important de sélection lituanienne qui remporte une médaille de bronze aux Jeux olympiques de 2000 à Sydney et devient champion d'Europe 2003 en Suède. Il participe de nouveau au tournoi olympique de 2004 à Athènes, terminant à la 4e place.
En octobre 2013, il signe un contrat avec le Lietuvos rytas.

## Palmarès

### Équipe nationale
- Jeux olympiques d'été
  -  Médaille de bronze des Jeux olympiques de 2000 à Sydney.
  - 4e place aux Jeux olympiques de 2004 à Athènes.
- championnat d'Europe de basket-ball
  -  Médaille d'or du Championnat d'Europe de basket-ball 2003 en Suède.

## Référence
1. ↑  (en) « LIETUVOS RYTAS adds veteran forward Songaila », Euroligue, 8 octobre 2013